# Saison 2014-2015 des Nuggets de Denver
La saison 2014-2015 des Nuggets de Denver est la 39e saison de la franchise au sein de la NBA.

## Draft
| Tour | Choix | Joueur           | Poste | Nationalité | Provenance           |
| ---- | ----- | ---------------- | ----- | ----------- | -------------------- |
| 2    | 11    | Doug McDermott   | SF    | États-Unis  | Creighton            |
| 2    | 41    | Nikola Jokić     | C     | Serbie      | Mega Vizura (Serbie) |
| 2    | 56    | Roy Devyn Marble | SG/SF | États-Unis  | Iowa                 |

## Classements de la saison régulière
| Conférence Ouest | Conférence Ouest                | Conférence Ouest | Conférence Ouest | Conférence Ouest | Conférence Ouest | Conférence Ouest | Conférence Ouest |
| No               | Franchise                       | Vic.             | Def.             | MJ               | MR               | % V/D            | RV               |
| ---------------- | ------------------------------- | ---------------- | ---------------- | ---------------- | ---------------- | ---------------- | ---------------- |
| 1                | Warriors de Golden State        | 67               | 15               | 82               | 0                | 81,7%            | -                |
| 2                | Rockets de Houston              | 56               | 26               | 82               | 0                | 68,3%            | 11               |
| 3                | Clippers de Los Angeles         | 56               | 26               | 82               | 0                | 68,3%            | 11               |
| 4                | Trail Blazers de Portland¹      | 51               | 31               | 82               | 0                | 62,2%            | 16               |
| 5                | Grizzlies de Memphis            | 55               | 27               | 82               | 0                | 67,1%            | 12               |
| 6                | Spurs de San Antonio T          | 55               | 27               | 82               | 0                | 67,1%            | 12               |
| 7                | Mavericks de Dallas             | 50               | 32               | 82               | 0                | 61,0%            | 17               |
| 8                | Pelicans de La Nouvelle-Orléans | 45               | 37               | 82               | 0                | 54,9%            | 22               |
|                  |                                 |                  |                  |                  |                  |                  |                  |
| 9                | Thunder d'Oklahoma City         | 45               | 37               | 82               | 0                | 54,9%            | 22               |
| 10               | Suns de Phoenix                 | 39               | 43               | 82               | 0                | 47,6%            | 28               |
| 11               | Jazz de l'Utah                  | 38               | 44               | 82               | 0                | 46,3%            | 29               |
| 12               | Nuggets de Denver               | 30               | 52               | 82               | 0                | 36,6%            | 37               |
| 13               | Kings de Sacramento             | 29               | 53               | 82               | 0                | 35,4%            | 38               |
| 14               | Lakers de Los Angeles           | 21               | 61               | 82               | 0                | 25,6%            | 46               |
| 15               | Timberwolves du Minnesota       | 16               | 66               | 82               | 0                | 19,5%            | 51               |

| Division Nord-Ouest       | V  | D  | MJ | % V/D | GB | Dom   | Ext   | Div  | Conf  |
| ------------------------- | -- | -- | -- | ----- | -- | ----- | ----- | ---- | ----- |
| Trail Blazers de Portland | 51 | 31 | 82 | 62,2% | -  | 32-9  | 19-22 | 11-5 | 31-21 |
| Thunder d'Oklahoma City   | 45 | 37 | 82 | 54,9% | 6  | 29-12 | 16-25 | 10-6 | 25-27 |
| Jazz de l'Utah            | 38 | 44 | 82 | 46,3% | 13 | 21-20 | 17-24 | 9-7  | 23-29 |
| Nuggets de Denver         | 30 | 52 | 82 | 36,6% | 21 | 19-22 | 11-30 | 6-10 | 19-33 |
| Timberwolves du Minnesota | 16 | 66 | 82 | 19,5% | 35 | 9-32  | 7-34  | 4-12 | 7-45  |

## Effectif
| Nuggets de Denver Effectif 2014-2015 |    |                                  |                    |                      |
| Entraîneur : Melvin Hunt             |    |                                  |                    |                      |
| Ailier fort                          | 00 | Drapeau des États-Unis           | Darrell Arthur     | Kansas               |
| Arrière                              | 5  | Drapeau des États-Unis           | Will Barton        | Memphis              |
| Ailier                               | 21 | Drapeau des États-Unis           | Wilson Chandler    | DePaul               |
| Arrière                              | 20 | Drapeau des États-Unis           | Ian Clark          | Belmont              |
| Ailier fort                          | 35 | Drapeau des États-Unis           | Kenneth Faried (C) | Morehead State       |
| Arrière                              | 22 | Drapeau des États-Unis           | Jamaal Franklin    | San Diego State      |
| Arrière                              | 4  | Drapeau des États-Unis           | Randy Foye         | Villanova            |
| Ailier                               | 8  | Drapeau de l'Italie              | Danilo Gallinari   | Italie               |
| Meneur                               | 11 | Drapeau des États-Unis           | Erick Green        | Virginia Tech        |
| Arrière                              | 14 | Drapeau des États-Unis           | Gary Harris        | Michigan State       |
| Pivot                                | 7  | Drapeau des États-Unis           | J. J. Hickson      | North Carolina State |
| Ailier fort / Pivot                  | 77 | Drapeau de la France             | Joffrey Lauvergne  | France               |
| Meneur                               | 3  | Drapeau des États-Unis           | Ty Lawson (C)      | North Carolina       |
| Meneur                               | 28 | Drapeau des États-Unis           | Jameer Nelson      | Saint Joseph's       |
| Pivot                                | 23 | Drapeau de la Bosnie-Herzégovine | Jusuf Nurkić       | Bosnie-Herzégovine   |
| (C) - Capitaine, Blessé              |    |                                  |                    |                      |

## Statistiques
| Joueur            | MJ | MC | MPG  | FG%  | 3P%  | FT%   | RPG | APG | SPG | BPG | PPG  |
| ----------------- | -- | -- | ---- | ---- | ---- | ----- | --- | --- | --- | --- | ---- |
| Arron Afflalo     | 53 | 53 | 33.0 | .428 | .337 | .841  | 3.4 | 1.9 | .6  | .1  | 14.5 |
| Darrell Arthur    | 58 | 4  | 17.0 | .404 | .236 | .780  | 2.9 | 1.0 | .8  | .4  | 6.6  |
| Will Bartona      | 28 | 0  | 24.4 | .443 | .284 | .810  | 4.6 | 1.9 | 1.2 | .5  | 11.0 |
| Ian Clarka        | 7  | 0  | 4.4  | .364 | .200 | 1.000 | .4  | .3  | .4  | .1  | 1.9  |
| Wilson Chandler   | 78 | 75 | 31.7 | .429 | .342 | .775  | 6.1 | 1.7 | .7  | .4  | 13.9 |
| Kenneth Faried    | 75 | 71 | 27.8 | .507 | .125 | .691  | 8.9 | 1.2 | .8  | .8  | 12.6 |
| Jamaal Franklin   | 3  | 0  | 4.3  | .500 | .500 | .000  | .7  | 1.0 | .00 | .3  | 1.0  |
| Randy Foye        | 50 | 21 | 21.7 | .368 | .357 | .818  | 1.7 | 2.4 | .7  | .2  | 8.7  |
| Danilo Gallinari  | 59 | 27 | 24.2 | .401 | .355 | .895  | 3.7 | 1.4 | .8  | .3  | 12.4 |
| Alonzo Gee        | 39 | 0  | 13.1 | .482 | .417 | .738  | 1.8 | .5  | .7  | .2  | 4.9  |
| Erick Green       | 43 | 1  | 9.5  | .377 | .298 | .833  | .7  | .9  | .3  | .00 | 3.4  |
| Gary Harris       | 55 | 6  | 13.1 | .304 | .204 | .745  | 1.2 | .5  | .7  | .1  | 3.4  |
| J. J. Hickson     | 73 | 8  | 19.3 | .475 | .000 | .577  | 6.2 | .8  | .5  | .5  | 7.6  |
| Joffrey Lauvergne | 24 | 1  | 11.2 | .404 | .188 | .643  | 3.2 | .5  | .3  | .4  | 3.9  |
| Ty Lawson         | 75 | 75 | 35.5 | .436 | .341 | .730  | 3.1 | 9.6 | 1.2 | .1  | 15.2 |
| JaVale McGee      | 27 | 17 | 11.5 | .557 | .000 | .690  | 2.8 | .1  | .1  | 1.1 | 5.2  |
| Timofey Mozgov    | 35 | 35 | 25.6 | .504 | .333 | .733  | 7.8 | .5  | .4  | 1.2 | 8.5  |
| Jameer Nelsona    | 34 | 5  | 20.6 | .450 | .354 | .579  | 1.9 | 3.7 | .7  | .1  | 9.6  |
| Jusuf Nurkic      | 62 | 27 | 17.8 | .446 | .000 | .636  | 6.2 | .8  | .8  | 1.1 | 6.9  |
| Nate Robinson     | 33 | 1  | 14.1 | .348 | .261 | .650  | 1.2 | 2.3 | .4  | .1  | 5.8  |

a  Statistiques avec les Nuggets de Denver.

## Transactions

### Transferts
| 26 juin    | Vers Denver Nuggets Arron Afflalo                                                                                | Vers Orlando Magic Evan Fournier Second tour de draft 2014                                                   |
| 26 juin    | Vers Denver Nuggets Droits sur Jusuf Nurkić Droits sur Gary Harris Second tour de draft 2015                     | Vers Chicago Bulls Droits sur Doug McDermott Anthony Randolph                                                |
| 7 janvier  | Vers Denver Nuggets 1er tour de draft 2015 protégé (de Memphis) 1er tour de draft 2015 protégé (d'Oklahoma City) | Vers Cleveland Cavaliers Timofey Mozgov Second tour de draft 2015                                            |
| 13 janvier | Vers Denver Nuggets Jameer Nelson                                                                                | Vers Boston Celtics Nate Robinson                                                                            |
| 19 février | Vers Denver Nuggets Will Barton Víctor Claver Thomas Robinson Premier tour de draft 2016 protégé                 | Vers Portland Trail Blazers Arron Afflalo Alonzo Gee                                                         |
| 19 février | Vers Denver Nuggets Cenk Akyol                                                                                   | Vers Philadelphia 76ers JaVale McGee Chukwudiebere Maduabum 1er tour de draft 2015 protégé (d'Oklahoma City) |

### Départs
| Date       | Joueur            | Nouvelle équipe    |
| ---------- | ----------------- | ------------------ |
| 22/07/2014 | Aaron Brooks      | Chicago Bulls      |
| 05/08/2014 | Jan Veselý        | Fenerbahçe SK      |
| 01/10/2014 | Pops Mensah-Bonsu | AEK Athènes        |
| 22/10/2014 | Jerrelle Benimon  | Idaho Stampede     |
| 22/10/2014 | Marcus Williams   |                    |
| 27/10/2014 | Quincy Miller     | Reno Bighorns      |
| 22/10/2014 | Víctor Claver     | BC Khimki          |
| 22/10/2014 | Thomas Robinson   | Philadelphia 76ers |